# Matthew Nable
Matthew "Matt" Nable (8 de março de 1972) é um ator, escritor e ex-jogador de rugby league australiano. Após jogar na Winfield Cup Premiership nos anos 1990 pelo Manly-Warringah e pelo South Sydney, ele escreveu e atuou no drama sobre rugby league The Final Winter, de 2007. Matthew também atuou em filmes como Killer Elite e Riddick. Seu trabalho mais recente, em 2014-2015, foi no programa da The CW Arrow, como o vilão Ra's al Ghul.

## Biografia
Matthew cresceu nas praias do Litoral Niorte de Sydney (Northern Beaches) e, quando criança, viveu dois anos em Portsea, Victoria (próximo a Melbourne quando seu pai, um soldado, foi deslocado para lá. Seu pai também trabalhava como treinador da Seleção australiana de rugby leaguee, seu irmão, Adam Nable também iria se tornar um jogador profissional.

### Carreira esportiva
Matthew subiu nos rakings juniores no time Manly-Warringah e fez cinco atuaçõespara a equipe treinada por Graham Lowe ao longo dos anos 1991-92. Ele não apareceria mais na premiership até 1995, quando jogou três partidas pelo South Sydney Rabbitohs.
Após mais uma temporada na Inglaterra onde ele jogou pelo Carlisle antes de se mudar para o London Broncos, Matthew abandonou o rugby aos 23 anos, tentando então uma carreira no box, na qual brigou pelo título amador estadual de peso leve-pesado. Ele então trabalhou como vendedor de cervejas e personal trainer, mas acabou deixando o mundo dos empregos fixos para se tornar escritor.

### Carreira como escritor e ator
Após ser encorajado pelo seu mentor, o romancista vencedor do Booker Prize Thomas Kenneally, Matthew escreveu um roteiro para The Final Winter com base no seu romance não-pulicado de mesmo nome. Com amigos, ele também conseguiu arrecadar $1.6 milhão e eles então trabalharam juntos para fazer o filme, que foi lançado em 2007 e foi sucesso de crítica mas um fracasso nas bilheterias.
Matthew atuou nos Estados Unidos como um investigador de Los Angeles no filme televisivo de 2008 S.I.S..
Em 2009, seu livro We Don't Live Here Anymore foi publicado,
e em 2011 ele publicou seu segudno segundo livro, Faces in the Clouds, que recebeu elogios da crítica.
Matthew mais tarde colaborou com Matthew Johns na televisão também. Ele trabalhou como um escritor no programa humorístico sobre rugby league do Channel 7, The Matty Johns Show.
Matthew foi parte do elenco principal da premiada e aclamada série dramática da SBS, East West 101, e no filme de ação de 2011 Killer Elite com Clive Owen, Robert De Niro, Yvonne Strahovski, Jason Statham, e Dominic Purcell.
Ele começou em 2012 uma série dramática australiana chamada Bikie Wars: Brothers in Arms. No mesmo ano, ele foi anunciado como parte elenco elenco de outra série televisiva australiana, Underbelly: Badness. Ele também participou do filme 33 Postcards.
Em 2013, ele trabalhou no filme de ficção de 2013 Riddick, com Vin Diesel.
Em março de 2014, foi anuniciado que ele apareceria na minissérie futura da Nine network, Gallipoli.
Em 4 de setembro do mesmo ano, o ator Stephen Amell, que encarna o protagonista Oliver Queen / Arqueiro na série Arrow, anunciou em sua página no Facebokque Metthew encarnaria Ra's al Ghul na terceira temporada da sérieArrow. O personagem é um dos principais vilões do universo da DC Comics. Apesar de Liam Neeson (que interpretou Ra's al Ghul em Batman Begins e The Dark Knight Rises) ter manifestado interesse em encarnar o personagem novamente na série, e apesar da CW Network ter entrado em contato com ele, ele estava indisponível, e Matthew foi chamado então. Apesar do pessimismo e das críticas à sua primeira pequena participação, após a exibição do episódio "The Climb" - o primeiro com participações maiores por parte dele - fãs e críticos foram quase unânimes ao aprová-lo. Jesse Scheeden, do IGN, chegou a dizer que ele "roubou a cena". Matthew encarnou o personagem por dez episódios no total.

## Filmografia
| Título                       | Ano       | Papel                           | Observações                |
| ---------------------------- | --------- | ------------------------------- | -------------------------- |
| The Final Winter             | 2007      | Grub Henderson                  | Também escrito por Matthew |
| S.I.S.                       | 2008      | Melville Atkinson               | Filme televisivo           |
| East West 101                | 2011      | Investigador Neil Travis        | Série de TV, 7 episódios   |
| 33 Postcards                 | 2011      | Tommy                           |                            |
| Killer Elite                 | 2011      | Pennock                         |                            |
| Bikie Wars: Brothers in Arms | 2012      | Jock Ross                       | Série de TV, 6 episódios   |
| Underbelly: Badness          | 2012      | Detective Sergeant Gary Jubelin | Série de TV, 5 episódios   |
| K-11                         | 2012      | Villalobos                      |                            |
| The Turning                  | 2013      | Max                             |                            |
| Riddick                      | 2013      | Boss Johns                      |                            |
| Around the Block             | 2013      | Jack Wood                       |                            |
| Son of a Gun                 | 2014      | Sterlo                          |                            |
| Incarnate                    | 2014      | Dan                             |                            |
| In Cold Light                | 2014      | The Inspector                   |                            |
| Fell                         | 2014      | Thomas                          |                            |
| Arrow                        | 2014-2015 | Ra's al Ghul                    | Série de TV, 10 episódios  |
| Gallipoli                    | 2015      | Sergeant Harry Perceval         |                            |
| Winter                       | 2015      | Jake Harris                     |                            |
| Legends Of Tomorrow          | 2016      | Ra's al Ghul                    | Participação EP:09         |